# USS Woodworth (DD-460)
USS Woodworth (DD-460) là một tàu khu trục thuộc lớp Benson của Hải quân Hoa Kỳ đã phục vụ trong suốt Chiến tranh Thế giới thứ hai. Say chiến tranh, nó được chuyển giao cho Hải quân Ý vào năm 1951 và tiếp tục hoạt động như là chiếc Artigliere (D553) cho đến khi bị tháo dỡ vào năm 1971. Nó là chiếc tàu chiến duy nhất của Hải quân Hoa Kỳ được đặt tên theo Trung tá Hải quân Selim E. Woodworth (1815-1871), người tham gia cuộc Chiến tranh Mexico-Hoa Kỳ và cuộc Nội chiến Hoa Kỳ.

## Thiết kế và chế tạo
Woodworth được đặt lườn tại xưởng tàu của hãng Bethlehem Steel Company ở San Francisco, California vào ngày 30 tháng 4 năm 1941. Nó được hạ thủy vào ngày 29 tháng 11 năm 1941; được đỡ đầu bởi bà Selim E. Woodworth, cháu gái và là con dâu Trung tá Woodworth, và được cho nhập biên chế vào ngày 30 tháng 4 năm 1942 dưới quyền chỉ huy của Hạm trưởng, Thiếu tá Hải quân R. C. Webb, Jr..

## Lịch sử hoạt động

### Thế Chiến II

#### 1942-1943
Sau khi trải qua bốn tháng trang bị và chạy thử máy, Woodworth dành thời gian còn lại của năm 1942 làm nhiệm vụ hộ tống tại khu vực Tây Nam Thái Bình Dương, ghé qua nhiều cảng tại vùng biển giữa Australia và Guadalcanal. Nó được phối thuộc cùng Lực lượng Đặc nhiệm 65 vào tháng 1 năm 1943, tiến hành tuần tra và thực tập tại lối tiếp cận của Espiritu Santo thuộc quần đảo New Hebrides.
Vào ngày 2 tháng 2, Woodworth được chuyển thuộc dưới quyền chỉ huy của Phó đô đốc Richard P. Leary, người chỉ huy Lực lượng Đặc nhiệm 69 từ soái hạm của mình, thiết giáp hạm New Mexico. Hai ngày sau, đơn vị này được sáp nhập cùng Lực lượng Đặc nhiệm 18 vốn bao gồm tàu tuần dương hạng nặng Wichita, hai tàu sân bay, ba tàu tuần dương hạng nhẹ và bốn tàu khu trục. Một tàu chở dầu cùng một tàu khu trục khác tham gia lực lượng vào ngày 5 tháng 2. Họ trải qua tháng 2 tuần tra và hộ tống vận tải tại vùng biển giữa quần đảo Solomon và New Hebrides. Sau khi hộ tống các tàu vận tải đi đến quần đảo Fiji vào ngày 1 tháng 3, nó quay trở lại Espiritu Santo vào ngày 13 tháng 3, rồi gia nhập Lực lượng Đặc nhiệm 15 được hình thành chung quanh tàu sân bay Enterprise. Nó đi vào cảng Espiritu Santo vào ngày 21 tháng 3, được bảo trì trong ngày hôm sau; và đến ngày 3 tháng 4 lại quay trở lại quần đảo Solomon, đi đến Tulagi vào ngày 5 tháng 4 để tuần tra cảng. Sang ngày hôm sau, nó hộ tống tàu chở dầu Tappahannock đi Kukum trước khi tiếp nối nhiệm vụ tuần tra.
Vào ngày 7 tháng 4, đang khi hộ tống Tappahannock tại khu vực Solomon, Woodworth chịu đựng một đợt không kích của sáu máy bay đối phương về phía Bắc đảo Rua Sura, kéo dài trong khoảng bốn phút. Bốn quả bom đã ném gần Tappahannock, và hai quả khác ném xuống sát mạn phải chiếc tàu khu trục, làm tung rất nhiều nước lên con tàu; tuy nhiên cuộc tấn công không gây thương vong và chỉ làm hư hại vật chất rất nhẹ. Nó trải qua thời gian còn lại của tháng 4 và đầu tháng 5 thực tập huấn luyện chiến thuật, tuần tra và hộ tống tại vùng biển giữa New Hebride và New Caledonia. Từ ngày 8 tháng 5 đến ngày 29 tháng 6, nó hộ tống các tàu vận tải đưa lực lượng tăng viện đến Guadalcanal, và giúp hộ tống Lực lượng Đặc nhiệm 10, bao gồm hai tàu sân bay, ba thiết giáp hạm, một tàu tuần dương và nhiều tàu khu trục đến Nouméa. Nó tiếp tục đi đến Auckland, New Zealand, nơi nó được bảo trì trước khi hộ tống tàu chở dầu Tallulah đi Nouméa. Nó sau đó hộ tống các tàu vận tải đi lại giữa Espiritu Santo và Guadalcanal.
Vào ngày 30 tháng 6, đang khi hộ tống lực lượng đổ bộ đi đến đảo Rendova thuộc quần đảo Solomon, Woodworth chịu đựng một đợt không kích của 12 máy bay ném bom-ngư lôi bay thấp. Sự cơ động khéo léo đã giúp nó tránh được các quả ngư lôi, và nó chỉ chịu thương vong một người và hư hại nhẹ do ba cú bắn trúng bằng hỏa lực càn quét của súng máy.
Vào ngày 2 tháng 7, Woodworth và tàu khu trục Jenkins bắn phá các vị trí của quân Nhật tại đảo Wickham, Vonguna, New Georgia để hỗ trợ cho cuộc tấn công của binh lính trên bờ. Sang ngày hôm sau, nó lên đường Tulagi, đi ghé qua Port Purvis và Rendova Harbor, và đi đến ngoài khơi Rice Anchorage vào ngày 5 tháng 7 để tham gia hoạt động đổ bộ đầu tiên tại đây. Cuối ngày hôm đó nó hướng đến Port Purvis. Vào ngày 11 tháng 7, nó lại cùng các tàu khu trục Kilty, Crosby và Schley tham gia cuộc đổ bộ thứ hai lên Rice Anchorage. Đang khi quay trở về Guadalcanal vào sáng hôm sau, tàu khu trục Taylor đã nả pháo và thả mìn sâu nhưng không thể đánh chìm tàu ngầm Nhật I-25.
Vào ngày 13 tháng 7, trong thành phần Đội đặc nhiệm 36.1, Woodworth tham gia Trận Kolombangara, một trong số một chuỗi các cuộc hải chiến nhằm giành quyền kiểm soát vùng biển giữa Vella La Vella và Kolombangara về phía Nam và Choiseul về phía Bắc. Lực lượng Nhật Bản bao gồm một tàu tuần dương và năm tàu khu trục. Trong trận này, nó đã bắn bốn quả ngư lôi, trong khi quả thứ năm không phóng được. Woodworth bị tàu khu trục Buchanan húc phải ở phần đuôi, gây ngập nước và hư hại nhẹ, nhưng nó vẫn có thể hộ tống cho tàu tuần dương hạng nhẹ St. Louis vốn trúng phải một quả ngư lôi. Tàu khu trục Gwin cũng bị đánh trúng và nổ tung; các nỗ lực kiểm soát hư hỏng của nó thất bại, nên nó phải bị đánh đắm. Woodworth không bị tổn thất nhân mạng trong trận này.
Woodworth tiếp tục hoạt động tuần tra và hộ tống tại khu vực giữa Espiritu Santo và Guadalcanal cho đến ngày 7 tháng 10, khi nó gia nhập Lực lượng Đặc nhiệm 38. Sau khi tiến hành huấn luyện, nó khởi hành từ Espiritu Santo vào ngày 29 tháng 10 cùng với Lực lượng Đặc nhiệm 38, được hình thành chung quanh các tàu sân bay Saratoga và Princeton. Lực lượng đã tung ra các cuộc không kích xuống Buka thuộc quần đảo Shortland vào ngày 1 và 2 tháng 11; cũng như xuống Rabaul vào ngày 5 và một lần nữa vào ngày 11 tháng 11, trước khi nó được tách khỏi Lực lượng Đặc nhiệm 38 vào ngày 14 tháng 11.
Woodworth lên đường đi Guadalcanal vào ngày 16 tháng 11 để hộ tống cho chiếc Pinkney, rồi tham gia các hoạt động tuần tra tại khu vực Solomon cho đến cuối tháng 12 trong thành phần Đội đặc nhiệm 36.1. Vào ngày 26 tháng 12, nó rời vận chuyển một chuyến hàng 1.500 đầu đạn pháo 5-inch và 1,500 liều thuốc phóng 5-inch đến Port Purvis gần Tulagi.

#### 1944
Chiều tối ngày 8 tháng 1 năm 1944, Woodworth tham gia cuộc bắn phá quần đảo Shortland, chịu đựng hỏa lực bắn trả không mấy hiệu quả từ trên bờ. Nó tiến hành các hoạt động tuần tra và hộ tống giữa khu vực phía Bắc Solomon và quần đảo Bismarck cho đến ngày 13 tháng 1, khi nó gia nhập Hải đội Khu trục 12, và cùng với Farenholt, Lansdowne và Buchanan tiến hành bắn phá các căn cứ trên bờ, xà lan vận chuyển và điểm tập trung quân trên bờ biển phía Đông Bắc Bougainville, cảng Baniu và vịnh Ruri thuộc quần đảo Solomon. Họ không gặp bất kỳ sự chống trả nào từ bờ biển, máy bay hay tàu nổi đối phương. Đang khi băng qua eo biển Bougainville, nó đã bắn năm loạt đạn pháo vào một điểm tập trung quân ở mũi Tây Bắc đảo Choiseul; rồi sau đó trải qua phần còn lại của tháng 1 và đầu tháng 2 hoạt động hộ tống và huấn luyện tại Torokina, săn tìm xà lan đối phương ngoài khơi Bougainville, hộ tống tàu bè đến Port Purvis, cũng như hộ tống và huấn luyện tại Sydney, Australia.
Vào ngày 13 tháng 2, Woodworth cùng với Lực lượng Đặc nhiệm 38 đã hỗ trợ cho cuộc tấn công lên đảo Green. Sang ngày hôm sau, lực lượng đặc nhiệm bị một nhóm sáu máy bay ném bom bổ nhào tấn công; tàu tuần dương St. Louis bị đánh trúng và bị tổn thất 23 người thiệt mạng. Nhiều máy bay khác tiếp tục tấn công vào lực lượng sau đó và bị tiếp đón bằng màn hỏa lực phòng không dày đặc; hỏa lực của Woodworth đã bắn rơi một chiếc trong khi nó và các tàu đồng đội không chịu thiệt ại nào. Trong các ngày 14 và 15 tháng 2, nó cùng với Farenholt, Buchanan, Lansdowne và Lardner tiến hành cuộc càn quét tàu bè đối phương tại eo biển St. George về phía Bắc Rabaul, New Britain, nhưng không bắt gặp con tàu Nhật nào. Trong các ngày 17 và 18 tháng 2, cùng các tàu khu trục này lại bắn phá Rabaul và các khẩu đội pháo duyên hải tại Praed Point. Woodworth đã bắn ngư lôi vào hai tàu Nhật đang rời cảng Simpson, và sau đó vào một nhóm đông tàu bè trong vịnh Kervia; đồng thời phải cơ động để né tránh hỏa lực từ các khẩu đội pháo duyên hải đối phương. Hai tàu đối phương bị đánh chìm trong cảng cùng một chiếc khác bị hư hại và bốc cháy. Nó cũng bắn pháo vào các mục tiêu tại Timber Point và mũi Gazelle. Vào ngày 24 tháng 2, trong khi càn quét tàu bè đối phương dọc theo Truk-Kavieng, New Ireland, tuyến đường hàng hải ở khoảng 60 mi (97 km) về phía Tây Bắc Kavieng, nó bắt được trên màn hình radar một tàu buôn và một tàu chở dầu đối phương. Nó đã bắn 38 phát đạn pháo 5 inch vào chiếc tàu buôn, vốn sau đó bị Đội khu trục 24 tiếp cận và đánh chìm. Các tàu chiến Hoa Kỳ cũng bắn cháy nhiều xà lan trong vịnh Steffen và đối đầu với các khẩu đội pháo duyên hải đối phương. Con tàu quay trở về cảng Purvis, đảo Florida vào ngày 26 tháng 2.
Từ ngày 1 đến ngày 21 tháng 3, Woodworth tiến hành thực tập huấn luyện, hộ tống, săn tìm tàu ngầm đối phương cũng như các hoạt động càn quét tàu bè suốt khu vực quần đảo Solomon. Nó bắn phá các vị trí đối phương mà không gặp sự kháng cự nào đáng kể. Nó rời cảng Purvis cùng với Buchanan vào ngày 22 tháng 3 để hướng đi Trân Châu Cảng, gia nhập Đội đặc nhiệm 35.6 cùng một đoàn tàu vận tải gồm năm tàu buôn ngoài khơi Guadalcanal cho hành trình đi đến quần đảo Hawaii. Nó rời Trân Châu Cảng vào ngày 9 tháng 4 để đi San Francisco, và đi vào ụ tàu tại Xưởng hải quân Mare Island vào ngày 15 tháng 4. Con tàu được đại tu, rồi huấn luyện ôn tập cho đến ngày 21 tháng 7, khi nó gia nhập Đội đặc nhiệm 12.1 để đi đến Hawaii cho một chuyến viếng thăm của tổng thống cùng với Dunlap, Cummings, Fanning và tàu tuần dương hạng nặng Baltimore. Baltimore đưa Tổng thống Hoa Kỳ Franklin D. Roosevelt viếng thăm Trân Châu Cảng, thảo luận về chiến lược tương lai tại Thái Bình Dương cùng với Đô đốc Chester Nimitz và tướng Douglas MacArthur. Sau cuộc hội đàm, lực lượng đưa Tổng thống lên phía Bắc đến Alaska và quần đảo Aleut. Roosevelt rời khỏi chiếc Baltimore tại Kodiak, Alaska vào ngày 8 tháng 8, tiếp tục đi đến Bremerton, Washington bên trên chiếc Cummings. Woodworth về đến San Francisco, California vào ngày 14 tháng 8, để rồi lại khởi hành ngay ngày hôm sau để đi Trân Châu Cảng, đến nơi vào ngày 20 tháng 8. Sau hơn một tháng thực tập huấn luyện, nó đi đến đảo san hô Ulithi vào ngày 30 tháng 9 để tuần tra chống tàu ngầm, rồi gia nhập Đội đặc nhiệm 38.1 vào ngày 7 tháng 10.
Các tàu sân bay trong đội đặc nhiệm của Woodworth đã tung ra một cuộc không kích xuống Okinawa vào ngày 10 tháng 10; sau đó máy bay của chúng bắn phá các căn cứ của quân Nhật tại Aparri, về phía Bắc Luzon. Vào ngày 12 tháng 10, cuộc không kích đầu tiên xuống Đài Loan được tung ra. Chiếc tàu khu trục đang trực chiến tại một trạm cột mốc tuần tra cách 12 nmi (22 km) về phía Đông đội hình chính khi nó bị máy bay ném bom-ngư lôi Nhật Bản tấn công lúc 18 giờ 15 phút. Nó đã nổ súng nhắm vào nhiều máy bay đối phương, nhưng không ghi được phát nào trúng đích. Sang ngày hôm sau, năm máy bay ném bom hai động cơ đặt căn cứ trên đất liền đã tấn công đội hình, và chiếc tàu khu trục đã bắn rơi một chiếc vốn đã bị bắn cháy và bay lướt ngang phía đuôi tàu; trong trận này tàu tuần dương hạng nặng Canberra bị đánh trúng một quả ngư lôi và bị hư hại nặng. Sang ngày thứ ba của cuộc không kích xuống Đài Loan, 14 tháng 10, ba đợt không kích khác được phía Nhật Bản tung ra; máy bay tiêm kích tuần tra chiến đấu đã ngăn chặn và đẩy lui hai đợt đầu. Đợt thứ ba bao gồm tám hay chín máy bay, và Woodworth đã bắn rơi ba chiếc trong số đó. Hai chiếc đã bị bắn cháy ngay trên không, tất cả là nhờ việc sử dụng đầu đạn Mk 32. Trong trận này tàu tuần dương nhẹ Houston bị trúng ngư lôi và bị hư hại nặng.
Vào ngày 15 tháng 10, Đội đặc nhiệm 38.1 bắt đầu chuẩn bị để không kích vào các vị trí của quân Nhật tại Philippines. Đợt đầu tiên diễn ra vào ngày 18 tháng 10 tại Luzon, và tiếp tục cho đến cuối tháng nhằm hỗ trợ cho giai đoạn đầu của chiến dịch giải phóng Philippines do Đại tướng Douglas MacArthur tiến hành. Woodworth sau đó được cho tách khỏi Đội đặc nhiệm 38.1, đi đến vịnh Leyte  để gia nhập Đội đặc nhiệm 30.3 trước khi lên đường đi Ulithi; nó trải qua tháng 11 hoạt động thực tập, tuần tra chống tàu ngầm tại Eniwetok, và hộ tống một đoàn tàu vận tải đi quần đảo Palau. Nó trải qua tháng 12 tuần tra ngoài khơi các đảo Peleliu và Angaur thuộc nhóm đảo Palau, tuần tra chống tàu ngầm độc lập, và hộ tống một đoàn tàu vận tải đi đến vịnh Leyte.

#### 1945
Woodworth và tàu khu trục McCalla sau đó hộ tống một đoàn tàu năm chiếc đi Ulithi vào ngày 2 tháng 1 năm 1945. Nó trải qua một đợt bảo trì tại đây cho đến ngày 11 tháng 1, và sang ngày hôm sau nó giúp vào việc cứu hộ chiếc LCI(L)-600 cũng như tham gia hoạt động tìm diệt tàu ngầm cùng với McCalla. Nó lên đường cùng với Đơn vị Đặc nhiệm 94.18.12 vào ngày 15 tháng 1 để thực hành tác xạ, đón lên tàu Đại tá W. P. Burford cùng ban tham mưu của ông, và phục vụ như tàu chỉ huy thực hành tác xạ ngoài khơi Kossol Roads, Palau trong suốt tháng 2. Vào ngày 12 tháng 3, Đại tá Burford thay phiên cho Trung tá D. E. Brown trong vai trò Tư lệnh Đơn vị Đặc nhiệm 94.6.21; và do đó Woodworth trở thành tàu chỉ huy Đội tuần tra và hộ tống Ulithi, tham gia các hoạt động tìm kiếm và cứu hộ trong thời gian còn lại của tháng 3. Nó sau đó được bảo trì trước khi đảm nhiệm tuần tra ngoài khơi eo biển Mugai ở lối ra vào cảng Ulithi vào ngày 25 tháng 4. Nó tham gia hộ tống và thực hành tác xạ cùng với tàu sân bay Enterprise và tàu khu trục Hubbard cho đến ngày 5 tháng 5.
Woodworth tuần tra lại khu vực thả neo về phía Tây Nam Okinawa vào ngày 9 tháng 5; sang ngày hôm sau, nó bảo vệ cho tàu sân bay hộ tống Makin Island đi đến cảng Kerama Retto, rồi gia nhập một đơn vị đặc nhiệm tại đây bao gồm sáu tàu sân bay hộ tống và chín tàu hộ tống. Từ ngày 10 đến ngày 28 tháng 5, nó tham gia các cuộc không kích hàng ngày xuống Okinawa. Vào ngày 28 tháng 5, nó cùng Henley hộ tống cho tàu sân bay Natoma Bay đi đến Kerama Retto, Okinawa nơi Woodworth được sửa chữa cho đến ngày 6 tháng 6. Sang ngày hôm sau, đang khi tiến hành không kích Miyako Retto thuộc Sakishimo Gunto, hai máy bay không bị phát hiện đã tiếp cận đội hình, bổ nhào tự sát xuống chiếc tàu sân bay hộ tống: một chiếc đâm trúng Natoma Bay và chiếc kia đâm xuống biển.
Woodworth hỗ trợ cho các hoạt động không kích xuống Okinawa, Kyūshū cùng nhiều đảo khác thuộc quần đảo Ryukyu từ ngày 8 đến ngày 21 tháng 6, khi nó cứu vớt một phi công bị bắn rơi từ tàu sân bay Steamer Bay. Nó trải qua các ngày 22 và 23 tháng 6 làm nhiệm vụ cột mốc radar ngoài khơi Okinawa trước khi rời khu vực Ryukyu vào ngày 24 tháng 6 hướng đi vịnh Leyte. Con tàu được bảo trì từ ngày 1 đến ngày 10 tháng 7, rồi chuyển trọng tâm hoạt động sang việc hộ tống đội tiếp nhiên liệu và tiếp tế cho Lực lượng Đặc nhiệm 38, dành trọn thời gian còn lại của tháng 7 hỗ trợ các hoạt động tiếp liệu cho lực lượng đặc nhiệm tàu sân bay nhanh trong các cuộc không kích lên chính quốc Nhật Bản.
Vào ngày 2 tháng 8, Woodworth hộ tống tàu chở dầu Neshanic đi ngang qua Guam để đến Ulithi. Đến ngày 12 tháng 8, nó tham gia một nỗ lực giải cứu một phi công bị rơi, nhưng anh từ trần trước khi được giúp đỡ. Sang ngày 14 tháng 8, chiếc tàu khu trục được lệnh độc lập đi đến Iwo Jima chuyển tiếp thư tín và hành khách cho lực lượng đặc nhiệm tàu sân bay. Nó tham gia lực lượng tiếp nhiên liệu và tiếp tế cho các tàu sân bay vào ngày 18 tháng 8. Đến ngày 22 tháng 8, nó được điều về một đơn vị đặc nhiệm do Chuẩn đô đốc Thomas L. Sprague chỉ huy bên trên tàu sân bay Ticonderoga, với nhiệm vụ bảo vệ trên không cho lực lượng chiếm đóng đầu tiên đổ bộ lên chính quốc Nhật Bản. Vào ngày 5 tháng 9, nó tham gia các hoạt động thực hành tác xạ và tiếp liệu cho đến ngày 10 tháng 9, khi nó thả neo trong vịnh Tokyo. Ngoại trừ những đợt huấn luyện và hộ tống ngoài biển, nó ở lại đây cho đến cuối tháng.

### Sau chiến tranh
Vào ngày 1 tháng 10, Woodworth khởi hành từ Okinawa, rời khu vực Viễn Đông vào ngày 6 tháng 10 để quay trở về nhà, với 50 binh lính và tám sĩ quan trên tàu như những hành khách cho chuyến đi. Nó về đến Portland, Oregon vào ngày 19 tháng 10, rồi lên đường đi San Pedro, California mười ngày sau đó. Nó được điều động sang Hạm đội Đại Tây Dương vào tháng 11, băng qua kênh đào Panama để đi đến Charleston, South Carolina. Sau khi đại tu để chuẩn bị ngừng hoạt động, nó được cho xuất biên chế tại đây vào ngày 11 tháng 4 năm 1946 và đưa về lực lượng dự bị. Con tàu được sử dụng trong việc huấn luyện Hải quân Dự bị vào ngày 30 tháng 1 năm 1947; nhập biên chế đầy đủ trở lại vào ngày 21 tháng 11 năm 1950; được phân về Quân khu Hải quân 3 một thời gian ngắn trước khi lại xuất biên chế tại Xưởng hải quân New York vào ngày 14 tháng 1 năm 1951, được đại tu để chuẩn bị được chuyển cho chính phủ Ý. Tên nó được rút khỏi danh sách Đăng bạ Hải quân vào ngày 22 tháng 1 năm 1951 và nó được bàn giao cho Hải quân Ý vào ngày 11 tháng 6 năm 1951.

### Phục vụ cùng Hải quân Ý
Nó tiếp tục phục vụ như là chiếc Artigliere (D-553), hoạt động như một tàu chỉ huy các chi hạm đội xuồng phóng lôi, cho đến khi rút khỏi Đăng bạ Hải quân Ý vào tháng 1 năm 1971 và bị tháo dỡ.
Được người Ý đặt tên là "Artigliere" và được sử dụng trong hướng dẫn về turbine cho học viên sĩ quan, một chân vịt của con tàu, với tên "Woodworth" được khắc bên trên, được đặt ở phía trước Trường Hải quân Cala Chiesa ở La Maddalena, Sardinia.